# Kaptol (Kostel)
Kaptol is een plaats in Slovenië en maakt deel uit van de gemeente Kostel in de NUTS-3-regio Jugovzhodna Slovenija. De plaats telde 13 inwoners op 1 januari 2020.